# Каонде
Као́нде (чікаонде — назва мови) — народ банту у Центральній Африці.

## Територія проживання, чисельність, мова і релігія
Люди каонде проживають на півночі Замбії (Північно-Західна та Центральна провінції) — 240 тис. чоловік (1993) або 2,9 % населення країни (1986) та Демократичній Республіці Конго (колишній Заїр) — 36 тис. осіб (оцінка на 1995 рік). Загальна чисельність — 276,000 осіб.
Розмовляють мовою чікаонде (каонде). Мова каонде є т. зв. «новописемною», тобто її писемність створено лише у 70—90 роки XX століття. Переклад Біблії мовою каонде здійснено у 1975 році. В цей час триває кампанія з подолання неписьменності серед каонде. Мовою каонде викладають предмети у початковій школі, видають газети, ведуться радіопрограми.
За віросповіданням серед каонде — християни-католики, адепти афро-християнських церков та прибічники традиційних культів.

## Дані щодо історії, господарства, суспільства і культури
За походженням каонде близькі ламба, бемба, луба тощо. Етнічна спільнота каонде сформувалася наприкінці XVIII століття.
Традиційні заняття — підсічно-вогневе землеробство, тобто екстенсивне (просо, сорго, касава). Розвинуті ремесла. Поширене відхідництво на промислові підприємства, зокрема копальні.
Традиційна організація влади — вождівство.
Вірування — культи предків і природи, тотемізм.